# ヴィンセント・ムーン
ヴィンセント・ムーン（Vincent Moon、 1979年8月25日- ）は、フランスのパリ出身の映像監督。
2009年11月、コペンハーゲンドキュメンタリー国際映画祭（CPH:DOX - Copenhagen International Documentary Film Festival）で、ワールドプレミアとして公開された友川カズキのドキュメンタリー映画『花々の過失』（はなばなのかしつ、原題：La Faute des Fleurs - a portrait of Kazuki Tomokawa）で「Sound And Vision Award 2009」を受賞し、大きな話題を呼ぶ。

## 経歴
パリ大学で写真を学ぶ。写真家を経て映像の世界へ入る。2006年プロデューサーのChrydeと共に音楽映像ウェブ配信シリーズザ・テイク・アウェイ・ショーズ（The Take-Away Shows）を立ち上げ、「ミュージックビデオの見直し」を提案。R.E.M.やトム・ジョーンズ、ベイルート、アーケード・ファイア、シガー・ロス、フェニックス、アニマル・コレクティブ、ヴァンパイア・ウィークエンド、ザ・ナショナル、二階堂和美などメジャー、インディーを問わず多数のミュージシャンを撮影。2008年からは、遊牧民のごとくカメラひとつで世界を旅する生涯をかけたプロジェクト「ノマディック・フィルムメイキング」をスタートさせ、現地で出逢った音楽やパフォーマンス、ダンスなどのクリエーションと社会、テクノロジーをリンクさせた映像を撮り続けている。なお、作品の大部分はクリエイティブ・コモンズによりウェブ上で無料配信している。

## ザ・テイク・アウェイ・ショーズ
フランス発音楽情報サイトLa Blogothèqueが提案する人気ミュージックビデオシリーズ。アーティストがパリの路上や地下鉄、カフェなどに飛び出し、即興で演奏、手持ちカメラで撮影した映像をインターネット上で無料配信している。プロデューサーはクライド（Chryde）。ディレクターはヴィンセント・ムーン。最小限の演出とワンテイクの撮影スタイルは視聴者に身近な感動を与え、ビジュアルとサウンドに重点をおいた美しく荒々しい映像は、MTV以降の新しい音楽PVの在り方を切り拓いたと絶賛される。ヴィンセント・ムーンが与えた影響は数知れず、既に欧米ではおなじみのシリーズとなり、2006年の創立から4年間で約100シリーズを配信。takeawayshows.com

### 主なコラボレーションアーティスト
アニマル・コレクティブ、アーケード・ファイア、アーキテクチャー・イン・ヘルシンキ、Au Revoir Simon、Beirut (band)、Black Lips、Bon Iver、Caribou、De Kift、Elvis Perkins、フリート・フォクシーズ、I'm From Barcelona、LIARS、MAN MAN、o'death、パトリック・ワトソン、フェニックス、Pigeon John、R.E.M.、scout niblett、シガー・ロス、SLARAFFENLAND、スティーヴン・マルクマス、スフィアン・スティーヴンス、The Ex、ザ・ナショナル、トム・ジョーンズ、ヴァンパイア・ウィークエンド、ヴィック・チェスナット、Xiu Xiu、Yeasayer、ヨ・ラ・テンゴほか多数。

## R.E.M.プロジェクト
ヴィンセント・ムーンのファンであったロックバンドR.E.M.のリーダーマイケル・スタイプの依頼を受け、2008年ニューヨークへ。ミュージックビデオとウェブサイト『Supernatural Superserious』を製作。また、ユニークなウェブ配信映像プロジェクト『90nights』、ダブリンで行われたライブビデオ『This Is Not A Show』の撮影制作も行った。

## 新しい音楽映像のかたち
商業的でマス向けの音楽PVから距離を置き、常に新しい方法を模索しているヴィンセントは、2007年11月にベイルートのセカンドアルバム『The Flying Club Cup』収録曲全12曲のミュージックビデオ『Cheap Magic Inside』の制作を手がけ、ブルックリンの街中でワンテイク撮影されたドキュメンタリータッチの映像が特設ウェブサイトでも公開された。2008年5月にはニューヨーク出身バンドのザ・ナショナルのミュージックビデオ『A skin, A night』をリリースし、また、ドキュメンタリー映像『MIROIR NOIR-NEON BIBLE ARCHIVES』ではケベック発のロックバンドアーケイド・ファイアに密着。コンサート会場のエレベータの中で演奏した衝撃的な映像が話題となる。激しいリズムで意識不明者が続出することで知られているポストロックバンドのモグワイのブルックリンで行われたパフォーマンスを50分間の映像に収めた『Burning』も製作し、前衛的なライブビデオと称されている。

## テンポラリー・エリアス
ヴィンセント・ムーンの生涯をかけたプロジェクト「ノマディック・フィルムメイキング」の一環として、カメラひとつで世界を渡り歩き出逢った現地の音楽やダンス、パフォーマンスなどを撮影する試み。ウェブ上では、ヴィンセントの足跡を世界地図と映像で展開している。

### 『テンポラリー・コペンハーゲン』
2009年5月コペンハーゲン。デンマークの9組の演奏をノーカット、ワンテイクで30分間の一連のパフォーマンスとして表現した実験的映像『テンポラリー・コペンハーゲン』はインターネット上で無料配信されている。ヴィンセントがとらえたコペンハーゲンの街とピュアなサウンドが圧巻で、『テンポラリー・アテネ』、『テンポラリー・バロセロナ』のリリースも続けて予定している。

## ミュージシャン・オブ・アワー・タイムス
稀にみる賞賛すべき美しき音楽家をとらえたドキュメンタリー映画シリーズ。第一弾として、Little Blue Nothingと題し、チェコの音楽家ハベルス（The Havels, Irena and Vojtech Havel）のポートレイトを撮影。急速にグローバリゼーションの波が押し寄せるプラハの街で、純粋に音楽を愛し、15 年以上生活を共にするカップルの美しいドキュメンタリー映画。プラハの街並と、透き通ったピュアなハベルスの音楽が圧巻で、ムーン独特のカメラアングルが評価される。第二弾は、日本のシンガー、画家、俳優、表現者である友川カズキを撮影した『花々の過失』（はなばなのかしつ、原題：La Faute des Fleurs - a portrait of Kazuki Tomokawa）。

### 友川カズキ ドキュメンタリー映画『花々の過失』
2009年2月来日、大阪と東京で撮影。2009年11月コペンハーゲンドキュメンタリー国際映画祭（CPH:DOX - Copenhagen International Documentary Film Festival）で、ワールドプレミアとして公開する。審査員のケネス・グエンから「こんなに美しいドキュメンタリー映画を最後に観たのはいつだっただろうか？何か独特でこの上ない体験を終えた後の沈黙がやってきて、少しの間言葉がなかった。ただ感動で、つけ加えるものは何もない。」と絶賛され、「Sound And Vision Award 2009」を受賞。2010年日本公開予定。lafautedesfleurs.com